# 公的信用に関する第二報告書
公的信用に関する第二報告書（こうてきしんようにかんするだいにほうこくしょ、英: Second Report on the Public Credit）は、アメリカ合衆国建国の父であり初代アメリカ合衆国財務長官だったアレクサンダー・ハミルトンが、アメリカ合衆国議会の要請に応えて発行した3件の主要経済政策報告書のうち、二番目のものである。その主眼目は合衆国銀行を創設して全国的な金融制度を確立することであり、合衆国銀行は民間で運営し、その一部を国が所有するという提案だった。

## 計画の内容

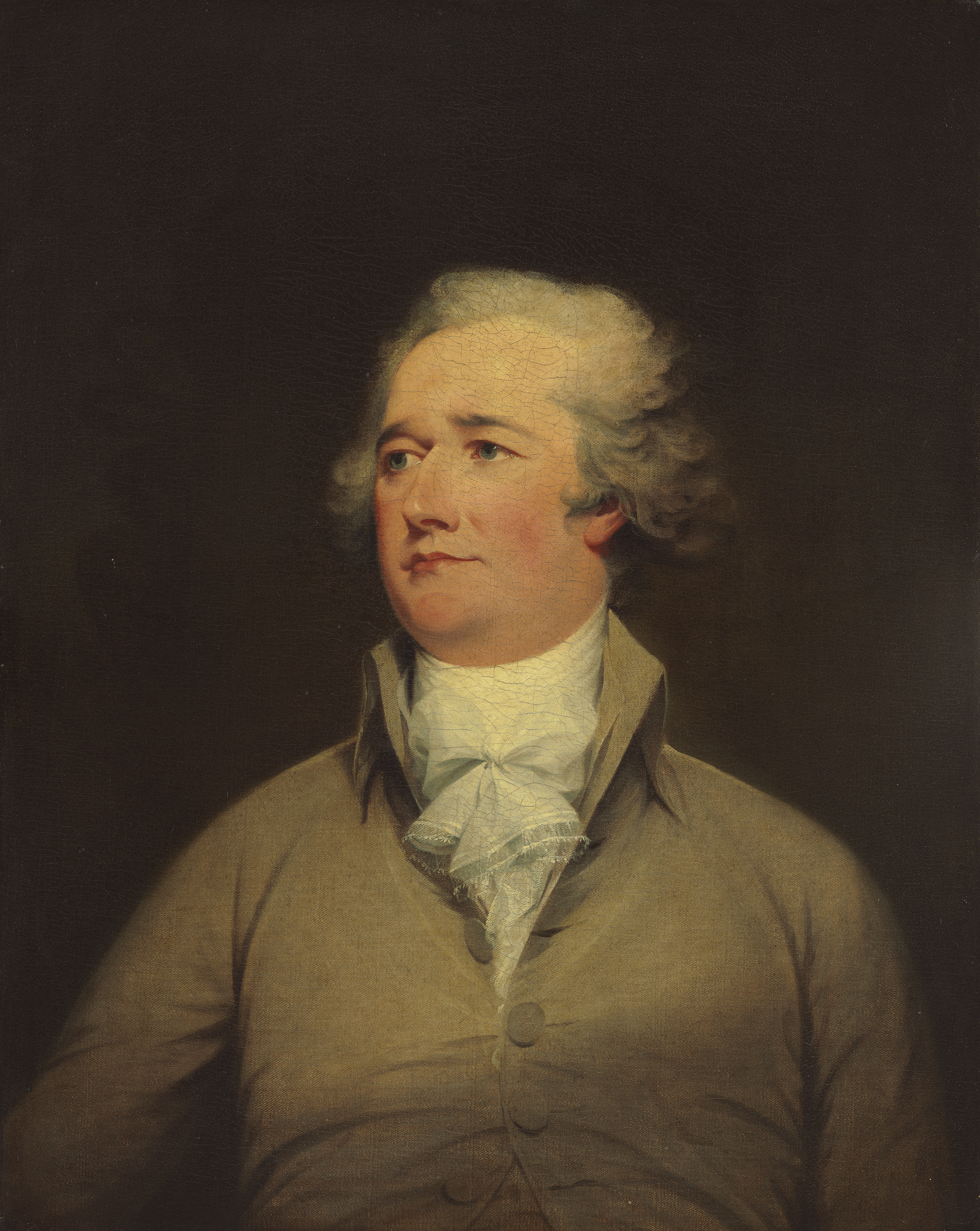
報告書を作成したアレクサンダー・ハミルトンの肖像画、ジョン・トランブル画、1792年

ハミルトンは合衆国銀行ならば次の項目を達成できると考えた。
- 貸付の実行
- 政府資金の管理
- 債券の発効
- 全国的通貨の発行と流通
- 連邦政府が効率的に金融を規制するときの援助

## 計画に対する賛否
国務長官トーマス・ジェファーソンは、下院の指導者であるジェームズ・マディソンと共に合衆国銀行のような権力を創設することは、直ぐにではないにしても、そのうち憲法に規定する弾力条項を拡大に解釈させ、各州の機構もすべて単一で強力な中央政府の下に飲み込まれてしまうと考えた。
ジェファーソンは憲法の中に銀行設立を可能にする原則を見出せなかったが、ハミルトンは金融制度を働かせるために必要な暗黙の権限が憲法に規定されていると述べた。民間資本で作られる公的機関である銀行は、政府資金の保管所として、また財務省の金融的代理人として機能するものとされた。
当時のアメリカ合衆国大統領ジョージ・ワシントンはハミルトンの案に同意しなかったが、ハミルトンは第一報告書による提案と同様に支持を勝ち取り、1791年には第一合衆国銀行に20年間の認証を取得し、即座に政府、商人、および金融家に全国的な市場創設に資するサービスを開始することになった。銀行は17911年に運営を開始した。同じく1791年にハミルトンは、国の負債の償還のために醸造酒に物品税を課することを議会に承認させるという、次のステップにも成功した。

## 結果
民主共和主義者達は投機を批判していたが、ハミルトンの計画は経済に強い上向きの効果を与えた。債券を創設することで起業家が急速に成長している分野に動かすことのできる流動資産を生み出した。これが当時大いに必要とされていたヨーロッパからの投資を引き出すこともできた。この債券は、新しい有料道路、橋、運河、蒸気船、鉱山、製材所、工場など、および国内交易における投資に使われる借金の担保として使われるようになった。1790年代の経済は活性化し、例えば輸出の場合、1791年の1,900万米ドルから1796年の6,700万米ドルと3倍以上になり、その大半がアメリカの商船で運ばれた。
しかし、ハミルトンが1795年に財務長官を辞任した後、その後継者のオリヴァー・ウォルコット・ジュニアは議会に、連邦政府はさらに多くの資金を必要としていると告げ、第一合衆国銀行の政府が持っている株を売却することを推奨した。議会がこれに同意し、合衆国銀行から手を引いた。それから間もない1796年から1797年に不動産バブルが弾け、アメリカ合衆国は不況を味わった。数多いアメリカ人が破産し、アメリカ独立戦争のときの財務官を務めていたロバート・モリスなどその多くが債務者監獄に収監される憂き目になった。連邦議会は1811年に第一合衆国銀行の認証継続を否決し、銀行は銀行家スティーブン・ジラールに買収された。